# Jorge Guillén

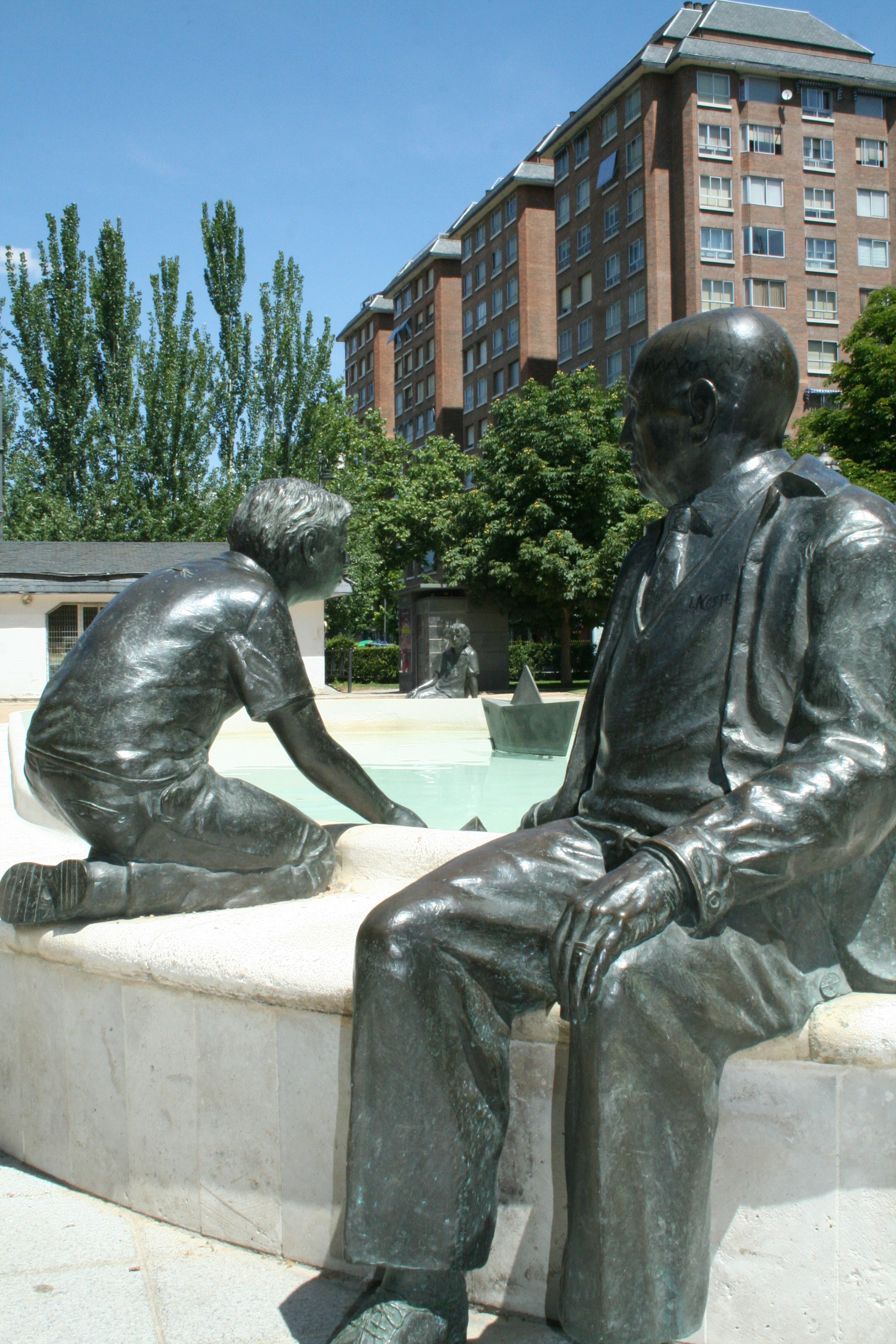
Skulptur över Jorge Guillén i Valladolid.

Jorge Guillén, född 18 januari 1893 i Valladolid, död 6 februari 1984 i Málaga, var en spansk författare.
Guillén var en av de främsta ur den samling inflytelserika spanska poeter som brukar kallas Generación del 1927.
Han var en optimistisk och livsbejakande poet som hyllade livet och människan. Cántico är ett av hans mest kända verk. Den gavs ut första gången 1928 och bestod då av 75 dikter, men Guillén fortsatte att arbeta på samlingen i flera utökade utgåvor. När den slutgiltiga versionen publicerades 1950 bestod den av 335 dikter indelade i fem avdelningar.  Den tredelade Clamor är något mer pessimistisk medan Homenaje åter är en hyllning till människan. Aire nuestro samlade alla dessa verk i en volym.

### Lyrik
- Cántico (75 poemas), Revista de Occidente, Madrid, 1928
- Cántico (125 poemas), Cruz y Raya(es), Madrid, 1936
- Cántico (270 poemas), Litoral(es), México, 1945
- Cántico (334 poemas), Editorial Sudamericana(es), Buenos Aires, 1950
- Huerto de Melibea, Madrid, Ínsula(es), 1954
- Del amanecer y el despertar, Valladolid, 1956
- Clamor. Maremagnun, Buenos Aires, Sudamericana, 1957
- Lugar de Lázaro, Málaga, Col. A quien conmigo va, 1957
- Clamor... Que van a dar en la mar, Buenos Aires, Sudamericana, 1960
- Historia natural, Palma de Mallorca, Papeles de Sons Armadans, 1960
- Las tentaciones de Antonio, Florens/Santander, Graf. Hermanos Bedia, 1962
- Según las horas, Puerto Rico, Editorial Universitaria, 1962
- Clamor. A la altura de las circunstancias, Buenos Aires, Sudamericana, 1963
- Homenaje. Reunión de vidas, Milano, All'Insegna del Pesce d'oro(it), 1967
- Aire nuestro: cántico, clamor, homenaje, Milano, All'Insegna del Pesce d'oro, 1968
- Guirnalda civil, Cambridge, Halty Eferguson, 1970
- Al margen, Madrid, Visor(es), 1972
- Y otros poemas, Buenos Aires, Muchnik, 1973
- Convivencia, Madrid, Turner, 1975
- Historia muy natural. Madrid, Hiperión, 1980.
- El poeta ante su obra., Reginald Gibbons och Anthony L. Geist (redaktörer) Madrid, Hiperión, 1980.
- Final, Barcelona, Seix Barral(es), 1981
- La expresión, Ferrol, Sociedad de Cultura Valle-Inclán, 1981.
- Mecánica Celeste, Madrid, Huerga y Fierro editores, 2001. Jorge Urrutia (redaktör och prolog) .

### Kritik
- Lenguaje y poesía (1962)
- El argumento de la obra (1969)
- En torno a Gabriel Miró: breve epistolario (1973)
- Prolog till Obras av Federico García Lorca (1898–1936).

### Översättning
- Le Cimetière marin av Paul Valéry (1930).
- A los mártires españoles av Paul Claudel (1937).

## Priser och utmärkelser
- Miguel de Cervantes pris 1976[12]
- Premio Internacional Alfonso Reyes(es) 1977[12]
- Premio Feltrinelli(it) 1977